# 타다이 마히로
타다이 마히로(일본어: 唯井 まひろ 다다이 마히로[*], 2000년 3월 4일 ~ )는 일본의 AV 배우이다.